# منقذ الشهابي
منقذ بن عمرو بن مسعود بن الحسن الشهابي المخزومي ( 519 هـ - 1125م / 589 هـ - 1193 م): من أمراء آل شهاب في حوران المنطقة الجنوبية من سوريا. آلت إليه زعامة قبيلته بعد وفاة أبيه سنة 567 هـ وأقره السلطان نور الدين محمود.
في أيامه كان الصليبيون قد استولوا على كثير من بلاد الشام واحتلوا وادي التيم. وحلت كارثة بأراضي الشهابيون في حوران، فانتقل منقذ، وتبعه نحو خمسة عشر ألفا إلى وادي التيم وحشد الإفرنج جيشا من عساكرهم في صيدا وصور وعكا، وقصدوا حاصبيا لاجلاء الشهابيين. وقابلهم هؤلاء، فقتلوا من الإفرنج نحو ثلاثة آلاف، وهزموهم، وحصروا بعض فلولهم في قلعة حاصبيا سنة 569 هـ وفي جملة المحصورين قائد الحملة (قنطورا؟) واقتحم الشهابيون القلعة، فقتلوه ومن معه. وأرسلوا رؤوسهم إلى السلطان صلاح الدين، وقد وصل إلى دمشق بعد وفاة نور الدين، فكتب السلطان إلى منقذ بإمارة البلاد التي افتتحها، وبعث إليه بالخلع والهدايا، فاستقر وصاهر المعنيين وتوفى وهو في الامارة.